# Чемпионат мира по санному спорту 2021
50-й юбилейный чемпионат мира по санному спорту проходил с 29 по 31 января 2021 года на санно-бобслейной трассе в Кёнигсзе в Германии.

## Общая информация
Санно-бобслейная трасса в Кёнигсзе, расположенная в Германии, неоднократно была местом проведения чемпионатов мира по санному спорту. В 1969, 1970, 1974, 1979, 1999 и 2016 году здесь проводились старты, определившие чемпионов мира в санном спорте. Первоначально проведение чемпионата было запланировано в канадском Уистлере, однако турнир был перенесён в Германию из-за пандемии COVID-19.
В связи с санкциями в отношении Российского антидопингового агентства сборная России участвовала под флагом Федерации санного спорта России и под названием «Russian Luge Federation» («Команда ФССР»). Вместо гимна России использовался гимн Международной федерации санного спорта (FIL). На форме спортсменов должна была отсутствовать национальная символика. FIL ввела данные ограничения в связи с решения Спортивного арбитражного суда (CAS) об отстранении России от Олимпиад и чемпионатов мира на два года.

## Расписание
| Дата      | Время       | Вид соревнований       |
| --------- | ----------- | ---------------------- |
| 29 января | 12:45       | Мужчины, спринт        |
| 29 января | 13:40       | Двойки, спринт         |
| 29 января | 14:45       | Женщины, спринт        |
| 30 января | 09:30/10:50 | Двойки                 |
| 30 января | 12:30/14:40 | Мужчины                |
| 31 января | 10:00/11:50 | Женщины                |
| 31 января | 13:30       | Командные соревнования |

## Медальный зачёт
(Жирным выделено самое большое количество медалей в своей категории; принимающая страна также выделена)
| Общее количество медалей | Общее количество медалей | Общее количество медалей | Общее количество медалей | Общее количество медалей | Общее количество медалей |
| Место                    | Страна                   | Золото                   | Серебро                  | Бронза                   | Всего                    |
| ------------------------ | ------------------------ | ------------------------ | ------------------------ | ------------------------ | ------------------------ |
| 1                        | Германия                 | 4                        | 5                        | 3                        | 12                       |
| 2                        | Австрия                  | 2                        | 0                        | 2                        | 4                        |
| 3                        | Команда ФССР             | 1                        | 1                        | 0                        | 2                        |
| 4                        | Латвия                   | 0                        | 1                        | 2                        | 3                        |
| Всего                    | Всего                    | 7                        | 7                        | 7                        | 21                       |

## Медалисты
| Дисциплина                 | Золото                                                                | Золото   | Серебро                                                           | Серебро  | Бронза                                                               | Бронза   |
| -------------------------- | --------------------------------------------------------------------- | -------- | ----------------------------------------------------------------- | -------- | -------------------------------------------------------------------- | -------- |
| Спринт (мужчины)           | Нико Гляйршер · Австрия                                               | 38,375   | Семён Павличенко Команда ФССР                                     | 38,416   | Давид Гляйршер · Австрия                                             | 38,417   |
| Спринт (женщины)           | Юлия Таубиц · Германия                                                | 39,101   | Анна Беррейтер · Германия                                         | 39,112   | Даяна Айтбергер · Германия                                           | 39,300   |
| Спринт (двойки)            | Тобиас Вендль · Тобиас Арльт · Германия                               | 39,126   | Андрис Шицс · Юрис Шицс · Латвия                                  | 39,140   | Тони Эггерт · Саша Бенеккен · Германия                               | 39,161   |
| Одноместные сани (мужчины) | Роман Репилов Команда ФССР                                            | 1:37,810 | Феликс Лох · Германия                                             | 1:37,872 | Давид Гляйршер · Австрия                                             | 1:38,027 |
| Одноместные сани (женщины) | Юлия Таубиц · Германия                                                | 1:41,132 | Натали Гайзенбергер · Германия                                    | 1:41,447 | Даяна Айтбергер · Германия                                           | 1:41,604 |
| Двухместные сани           | Тони Эггерт · Саша Бенеккен · Германия                                | 1:39,931 | Тобиас Вендль · Тобиас Арльт · Германия                           | 1:40,086 | Андрис Шицс · Юрис Шицс · Латвия                                     | 1:40,591 |
| Смешанная эстафета         | Австрия · Маделайн Эгле · Давид Гляйршер · Томас Штой · Лоренц Коллер | 2:43,139 | Германия · Юлия Таубиц · Феликс Лох · Тони Эггерт · Саша Бенеккен | 2:43,177 | Латвия · Кендия Апарйоде · Артур Дарзниекс · Андрис Шицс · Юрис Шицс | 2:43,571 |